# آمفیفیلی

فسفولیپیدها، مانند این گلیسروفسفولیپید، دارای ویژگی آمفیپاتیک هستند.

آمفیفیلی (از یونانی αμφις، amphis: هر دو و φιλíα، فیلی: عشق، دوستی) یک ترکیب شیمیایی است که آب‌دوست (قطبی) و چربی‌دوست است. به چنین ترکیبی آمفیفیلیک یا آمفیپاتیک گفته می‌شود. این ویژگی زمینه را برای تعدادی از زمینه‌های تحقیقاتی در شیمی و بیوشیمی ایجاد می‌کند، به ویژه در مورد چند شکل بودن لیپیدها. ترکیبات آلی حاوی گروه‌های آبدوست در هر دو انتها از یک کره‌گون (در مجموع) مولکول bolaamphiphilic نامیده می‌شوند. مواد رایج آمفیفیلیک صابون‌ها، شوینده‌ها و لیپوپروتئین‌ها هستند.

## ساختار و خواص
چربی‌دوست گروه معمولاً بزرگ هیدروکربن نصفه، مانند یک زنجیره طولانی از فرم CH 3 (CH 2) n و با n> 4.
گروه آب دوست در یکی از دسته‌های زیر قرار می‌گیرد:
1. گروه‌های باردار
  - آنیونی به عنوان مثال، با قسمت لیپوفیلیک مولکول نشان داده شده توسط R، عبارتند از:
    - کربوکسیلات‌ها: RCO 2 -؛
    - سولفاتها: RSO 4 -؛
    - سولفونات‌ها: RSO 3 -.
    - فسفاتها: عملکرد باردار شده در فسفولیپیدها.

  - کاتیونی مثال‌ها:
    - آمونیوم: RNH 3 +.
2. گروه‌های قطبی و بدون بار. به عنوان نمونه: الکل با گروه‌های بزرگ R، مانند گلیسرول diacyl (DAG)، و آزواسپرمی اتیلن گلیکول با زنجیر آلکیل طولانی است.

غالباً، گونه‌های آمفیفیلی دارای چندین قسمت چربی دوست، چندین قسمت آب دوست یا چندین مورد از هر دو هستند. پروتئین‌ها و برخی کوپلیمرهای بلوکی از این نمونه هستند.
ترکیبات آمفیفیلیک دارای ساختارهای چربی دوست (نوعاً هیدروکربن) و گروه‌های عاملی قطبی آب دوست (یونی یا بدون بار) هستند.
در نتیجه داشتن بخشهای چربی دوست و آب دوست، برخی از ترکیبات آمفیفیلیک ممکن است در آب و تا حدی در حلالهای آلی غیر قطبی حل شوند.
وقتی در یک سیستم دو فازی غیرقابل انعطاف متشکل از حلالهای آلی و آبی قرار گیرد، ترکیب آمفیفیلیک دو فاز را تقسیم می‌کند. میزان بخش‌های آبگریز و آب دوست میزان پارتیشن‌بندی را تعیین می‌کند.

## نقش بیولوژیکی

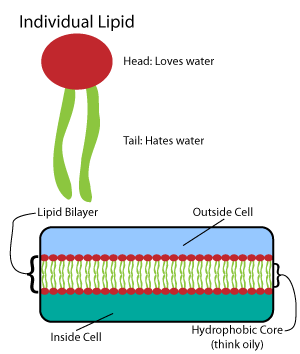
این مقدمه ای است بر مفهوم دولایه لیپیدی، ماده ای که غشای سلولی را می سازد.

فسفولیپیدها، دسته ای از مولکول‌های آمفیفیلیک، اجزای اصلی غشاهای بیولوژیکی هستند. ماهیت آمفیفیلیک این مولکول‌ها نحوه تشکیل غشاها را تعریف می‌کند. آنها با قرار دادن گروه‌های قطبی خود به سمت محیط آبی اطراف (به ترتیب مایع خارج سلول و محلول داخل سلولی، سیتوزول) و زنجیره‌های لیپوفیلی خود به سمت داخل لایه دو لایه، خود را به صورت لایه‌های دوتایی مرتب می‌کنند، و یک منطقه غیر قطبی بین دو را تعریف می‌کنندهای قطبی